# Старша школа Носсел
Старша школа Носсел — державна школа у Вікторії, Австралія.  Школу було відкрито у 2010 році, першого року було набрано 200 учнів (100 хлопчиків і 100 дівчат).  